# Иван Богун
Ива́н Богу́н (укр. Іван Богун; около 1618 — 17 февраля 1664) — полковник Войска Запорожского (Винницкий полк (1650, 1651, 1653—1657); Паволочский полк (1657—1660)), наказной гетман Войска Запорожского.
В источниках, воспоминаниях о казачестве, казацком войске постоянно встречаются упоминания об Иване Богуне, которому как никому другому в течение 15 лет удавалось удерживать полковничий пернач и одержать немало побед. Богун являлся активным участником восстания под руководством Богдана Хмельницкого и его соратником.

## Происхождение, молодые годы
Место, год рождения и ранние годы жизни Ивана Богуна точно неизвестны. Некоторые историки полагают, что Богун — казацкое прозвище (от богун — длинный шест для просушки рыболовных сетей). Историки склонны считать, что молодые годы Иван провёл в Диком поле. Богун мог быть одним из тех, кто ещё во времена восстания Острянина поселился в Чугуеве. В документах 1620-х годов упоминается о шляхтиче Фёдоре Богуне, который мог быть отцом Ивана. Также некоторые историки полагают, что полковники Иван Богун и Иван Федоренко — одно и то же лицо. То есть Иван сын Фёдора (Федоренко) и Иван Теодорович Богун — один и тот же человек, которого по-разному упоминают в разных источниках.

### Азовское сидение
Некоторые историки писали, что Богун принимал участие в казацком восстании 1637—1638 годов. Первые же самые достоверные данные об участии в военных операциях Богуна связаны с его участием в обороне Азова: когда запорожские и донские казаки в течение 1641—1642 годов защищали город от турецких войск султана Ибрагима, Богун руководил одним из казацких отрядов, который прикрывал Боревскую переправу через Северский Донец.

## Соратник Богдана Хмельницкого

### Начало восстания (1647 год)
Богун, как свидетельствует историк В. Голобуцкий, принимал активное участие в тайных совещаниях, которые проводил Б. Хмельницкий. В конце 1647 года (возможно в октябре), пишет В. Голобуцкий, 
«состоялся так называемый совет в дубраве (это собрание на пасеках) вблизи Чигирина… где Богдан Хмельницкий и его четыре ближайших соратника — Максим Кривонос, Мартын Пушкар, Иван Богун и Матвей Борохович, — обещали вернуть казацкие права всем тем, кто был лишен их».
 С началом восстания Богдана Хмельницкого Богун стал одним из его руководителей. В конце 1649 года он был назначен винницким полковником, и последующие несколько лет его деятельность была тесно связана с защитой Винничины и Брацлавщины от войск Речи Посполитой. 28 февраля 1651 года польские войска во главе с М. Калиновским и С. Лянцкоронским подступили к Виннице и осадили её.

Тогдажъ под Винницкимъ монастиремъ, какъ Богунъ на рѣкѣ Богу проломи подѣлалъ и потрусилъ соломою. такъ полское войско, его добиваючое, тамъ нечаянно обломило ся и потонуло. Да тогдижъ еще Глухъ полковникъ, идучи на помочъ козакамъ, в’Винницкомъ замцѣ будучимъ, такъ устрашивъ ляховъ въ полѣ, што всѣ утѣкати безъ бою начали, помѣшавши ся межъ собою, и одни другихъ вози грабили, а на конець обозъ оставили ввесь, подобіемъ Пѣлявецкой войни, на жахъ и розграбленіе козакамъ. Тогдижъ Демка нѣкоторого, отъ Богуна въ погонь за ляхами посланного, когди козаки за переправою умедлѣли въ Купчицяхъ, ляхи поразили, где убито и полковника канивского.— Летопись Самовидца по новооткрытым спискам, Под ред. О. И. Левицкого. — К., 1878. — с. 211-319.
Именно здесь, в боях под Винницей, Богун впервые проявил свои способности военачальника. Во время обороны Винницы в марте 1651 года и мещане, и шляхта, и всё население города поддержало своего полковника. Богун добился блестящей победы.

### Берестецкая битва(1651 год)
В том же 1651 году, в начале июня, войска Речи Посполитой и запорожцев с их крымским союзником сошлись под Берестечком (местечко расположено на берегу реки Стырь, на границе Волыни и Галичины). 
На занятой поляками удобной позиции, большой равнине, как свидетельствуют современники, — сосредоточилась стопятидесятитысячная армия, цвет польской военной силы: Вишневецкий, Лянцкоронский, Монашеский, Конецпольский и др. Немецкие наемники, ветераны тридцатилетней войны. Приблизительно такое количество сил выставили козаки и татары. Здесь также были свои герои: Богун, Дженджелий… Казацко-крестьянское войско сосредоточилось на западном берегу реки Пляшивцы, выше села Солоневе. Отдельным лагерем стояло тридцатитысячное войско крымского хана.
18 июня войска стали друг против друга. Началась жестокая битва. Бой проходил с переменным успехом. В критический момент битвы, в разгаре боя, крымский хан Ислам-Гирей снял свои войска и оставил поле боя. Хмельницкий пытался вернуть татар на поле боя, но был захвачен ханом. Во главе казацкого войска сначала стал Дженджелий, но он не смог сплотить казацко-крестьянские силы для борьбы с наседающими поляками. Казацкое войско потерпело сокрушительное поражение.
30 июня 1651 года, в окружённом казацком лагере, гетманом избрали Богуна. Богун в сложнейших условиях взял на себя командование, организовал оборону лагеря, а затем наладил переправу через болото и вывел большую часть войска из окружения, проявив себя рассудительным и способным полководцем.
В начале 1653 года Богун руководил удачной обороной Монастырища, осаждаемого войсками С. Чарнецкого. Имея в распоряжении значительно меньшие сил, чем Чарнецкий, Богун сумел не только удержать город, но и обратить нападавших в бегство, нанеся им существенные потери. Вновь были применены военные хитрости, в частности инсценировка нападения на поляков татар, что внесло сумятицу в ряды польских войск и помогло одержать над ними победу.

### Поход в Молдавию (1653 год)
В 1653 году И. Богун вместе с Тимофеем Хмельницким водил казацкие полки в поход на Молдавию, где была разгромлена армия Георгия и его союзников. После гибели в Сучаве Т. Хмельницкого (5.11.1653) Богун «вынужденный был уступить перед поляками, но вышел оттуда достойно — с развернутыми флагами, барабанным боем и почётной гвардией, вывозил он тело Тимоша». В конце 1653 года и в течение 1654 года винницкий полковник практически непрерывно вёл боевые действия против коронной польской армии и татарских отрядов на Брацлавщине и Уманщине. Военный талант и многочисленные победы создали Богуну репутацию непобедимого полководца.

## После Переяславской Рады (1654 год)

### Отношение к союзу с Русским царством, Польшей, Турцией
Иван Богун всегда резко реагировал на шаги гетманов, ущемляющие права казацкой вольности. Он решительно выступил против заключения Б. Хмельницким Белоцерковского договора (28.10.1651), осуждая политику уступок Речи Посполитой и уменьшения казацкого реестра. Богун не присутствовал на Переяславской раде и не принёс тогда присягу на верность русскому царю (по некоторым данным, присягнул позднее). После смерти Хмельницкого Богун поддержал курс Ивана Выговского и Юрия Хмельницкого на независимость Войска Запорожского во внешней и внутренней политике. Популярный полковник не поддержал стремления гетманов сблизиться с Польшей или Турцией.

### Рейд по Польше (1656 год)
В декабре в 1656 года Богун в качестве одного из руководителей казацкого отряда под командой наказного гетмана Антона Ждановича отправился в набег против Речи Посполитой на помощь валашским и шведским войскам. Союзники заняли Краков, Брест и Варшаву, но летом 1657 года были вынуждены отступить на Гетманщину. Когда казаки узнали, что поход не санкционирован царём Алексеем Михайловичем, они заявили старшине: «… как де вам было от Ляхов тесно, в те поры вы приклонились к государю; а как де за государевою обороною увидели себе простор и многое владенье и обогатились, так де хотите самовластными панами быть…».

### Восстание Богуна — ответ на Гадячский договор 1658 года
В 1658 году, после подписания Выговским Гадячского договора с Польшей, Богун отказался признать этот договор и поднял против Выговского на Правобережье (Днепра) восстание, получившее его (Богуна) имя. В результате совместных действий с войсками Ивана Беспалого и Ивана Серко был взят Чигирин, а Выговский был вынужден бежать в Польшу.
В 1660 году Богун выступил против Слободищенского трактата, подписанного Юрием Хмельницким. В январе 1660 года Богун принял участие в операциях русско-казацких войск против поляков и Выговского. Вместе со своими соратниками последних лет, — О. Гоголем, М. Ханенком, — остановил польский поход в Брацлавщину.

### Полковник княжества Литовского (1661 год)
В 1661 году Богун значился полковником семи хоругвей войска княжества Литовского. Весной в 1662 году Богун на некоторое время возвратился на Гетманщину и без особого успеха участвовал на стороне Юрия Хмельницкого в военных действиях на Левобережье, проиграв русским воеводам Григорию Косагову и Григорию Ромодановскому бои при Кременчуге и Жовнине.
Вскоре Богун был арестован поляками. Во время получения гетманской булавы П. Тетеря просил польского короля отпустить прославленного полковника. Ян Казимир в 1663 году освободил Богуна в обмен на его участие в крупномасштабном Московском походе, задуманном королём.

## Смерть (1664 год)
С первых дней похода Богун пытался нанести вред полякам и сорвать их планы. Левобережные города охотно сдавались Богуну и благодаря этому не были разрушены. Не имея достаточно сил, поляки не оставляли в городах свои гарнизоны, и когда коронные войска в январе в 1664 году осадили Глухов — последний город перед московской границей, — то на всей «покорённой территории» вспыхнуло восстание. Во время осады Глухова Иван Богун действовал бесстрашно. Как члену военного совета, ему были известны все замыслы поляков. Позже польский хронист Иоаким Ерлич  писал, что Богун сообщал защитникам Глухова о времени штурма, показывал самые удобные места для вылазок, передавал порох и тому подобное. Осада Глухова, хотя и длительная (почти месяц), не сломила защитников. За это время левобережный гетман Иван Брюховецкий успел собрать войско и вместе с войском царского воеводы Григория Ромодановского приблизиться к позициям поляков. У Богуна возник новый замысел: он договорился с Ромодановским, что во время битвы с польским войском он ударит со своими казаками в тыл полякам.

Под Глуховом Ян Казимир узнал о тайных связях Богуна с Брюховецким и Ромодановским. Король в своём письме к жене писал, что ему сообщил об измене Богуна казацкий старшина. 17 февраля 1664 года 
«полевой военный суд, что состоялся в Новгороде-Северском, вынес постановление о смертном наказании. Иван Богун вместе с несколькими его сторонниками были расстреляны» — пишет Костомаров.

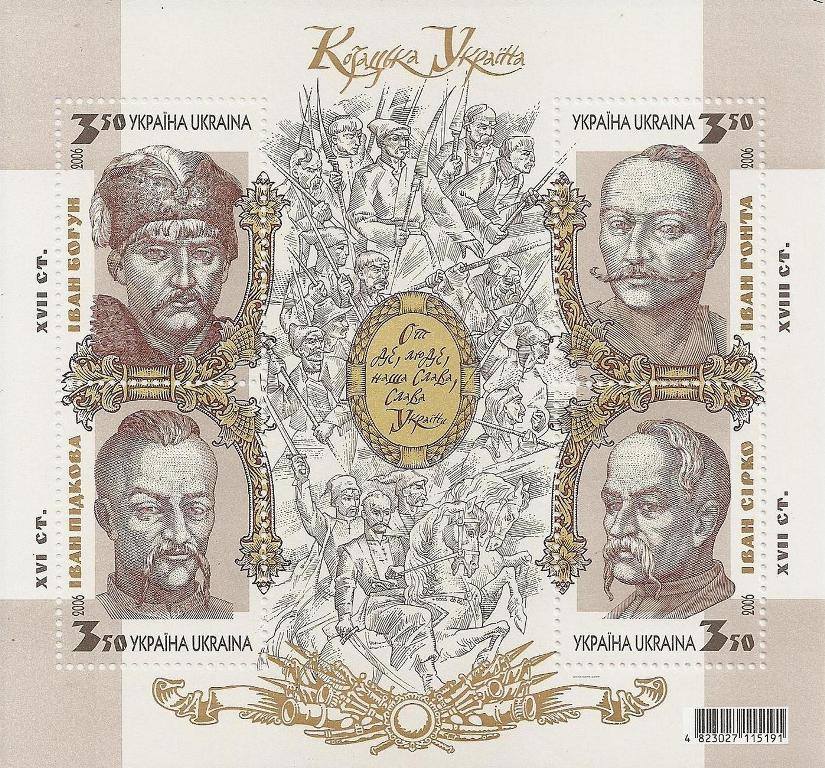
Почтовый блок «Казацкая Украина»: Иван Богун, Иван Гонта, Иван Подкова, Иван Серко

О причине и обстоятельствах смерти Ивана Богуна знала лишь верхушка польского руководства. До сих пор точно неизвестно, как погиб Иван Богун. В летописях Ерлича и польских дневниках, опубликованных в конце XIX века, есть лишь неясные указания о причинах смерти Богуна. Зная его характер, можно допустить, что во время ареста на заседании совета он мог оказать серьёзное сопротивление, и его убили сами члены совета. По другим сведениям его отправили в заключение  в Комани.

### Хронология карьеры
- 1648—1649 гг., Могилевский (Подольский) полковник;
- 1649—1657 гг., Кальницкий (Винницкий) полковник;
- 1658—1661 г., 1663 г., 1664 г., Поволоцкий полковник;
- 1661 г., Чигиринский полковник;
- 1663—1664 гг., Генеральный есаул у Павла Тетери.
- 1651 г., 1663—1664 гг., Наказной гетман[10].

## Иван Богун в литературе и кино

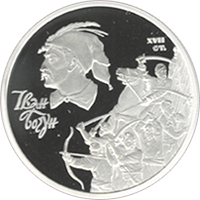
Памятная монета Украины 10 гривен

Имя Ивана Богуна популяризировал Генрик Сенкевич: в романе «Огнём и мечом» он является одним из главных героев; имя Богуна изменено на Юрко. В 1999 году вышла одноимённая экранизация романа «Огнём и мечом» режиссёра Ежи Гофмана, в которой Богуна сыграл Александр Домогаров.
«Богдан Хмельницкий» — советский чёрно-белый художественный фильм о Богдане Хмельницком, снятый в 1941 году по одноимённой драме Александра Корнейчука 1938 года, которая до этого ставилась в театрах СССР (в том числе в Малом театре) и в 1941 была удостоена Сталинской премии первой степени. Полковника Ивана Богуна играет Борис Безгин.
«300 лет тому» — советский художественный фильм 1956 года, приуроченный к широко отмечавшемуся в СССР юбилею Переяславской рады. В роли Ивана Богуна — Евгений Самойлов.

## Память
- В годы Революции третий полк 1-й повстанческой дивизии на Украине был назван Богунским, полком командовал Николай Щорс, а в его рядах сражался Михаил Кирпонос.
- На основе бывшего Киевского полка георгиевских кавалеров был сформирован властями УНР 4-й Сердюкский полк, названный именем Ивана Богуна.
- В 1992 году на базе Киевского суворовского военного училища был создан Киевский военный лицей имени Ивана Богуна.
- 6 сентября 2007 года Национальный банк Украины ввёл в оборот памятную монету «Иван Богун». Тираж монеты — пять тысяч штук, металл — серебро 925 пробы, номинал — 10 гривен.
- Об Иване Богуне создана украинская народная песня[11].
- В честь Ивана Богуна в Виннице, Киеве, Никополе, Новгород-Северском, Сумах, Чернигове, Хмельницком, Черновцах, Кривом Роге, Херсоне, Бердянске, Лебедине названы улицы.
- В честь Ивана Богуна в декабре 2017 года открыт памятник в г. Монастырище, Черкасская область.
- В честь Ивана Богуна в г. Новгород-Северском, Черниговская область, в начале улицы его имени открыт скромный памятник, а в её конце, на высоком берегу Десны, памятное место символичного погребения.
- В марте 2022 года в составе сухопутных войск Украины была создана 1-я отдельная бригада специального назначения, названная в его честь.

## Галерея

Бюст Ивана Богуна в музее Богдана Хмельницкого, Чигирин
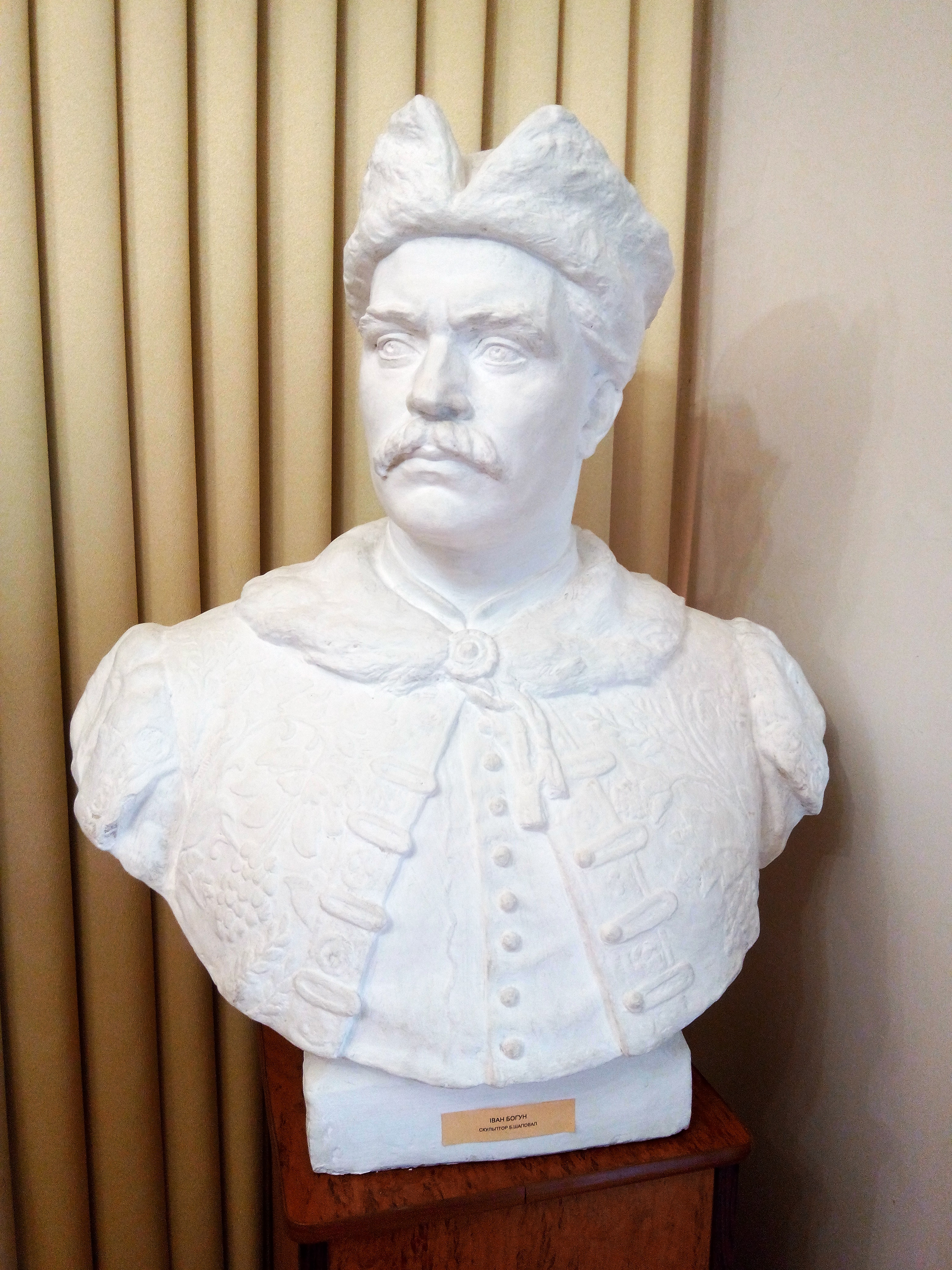
Бюст Ивана Богуна в музее "Заповит" Т. Г. Шевченко. Скульптор - Б. Шаповал, Переяслав
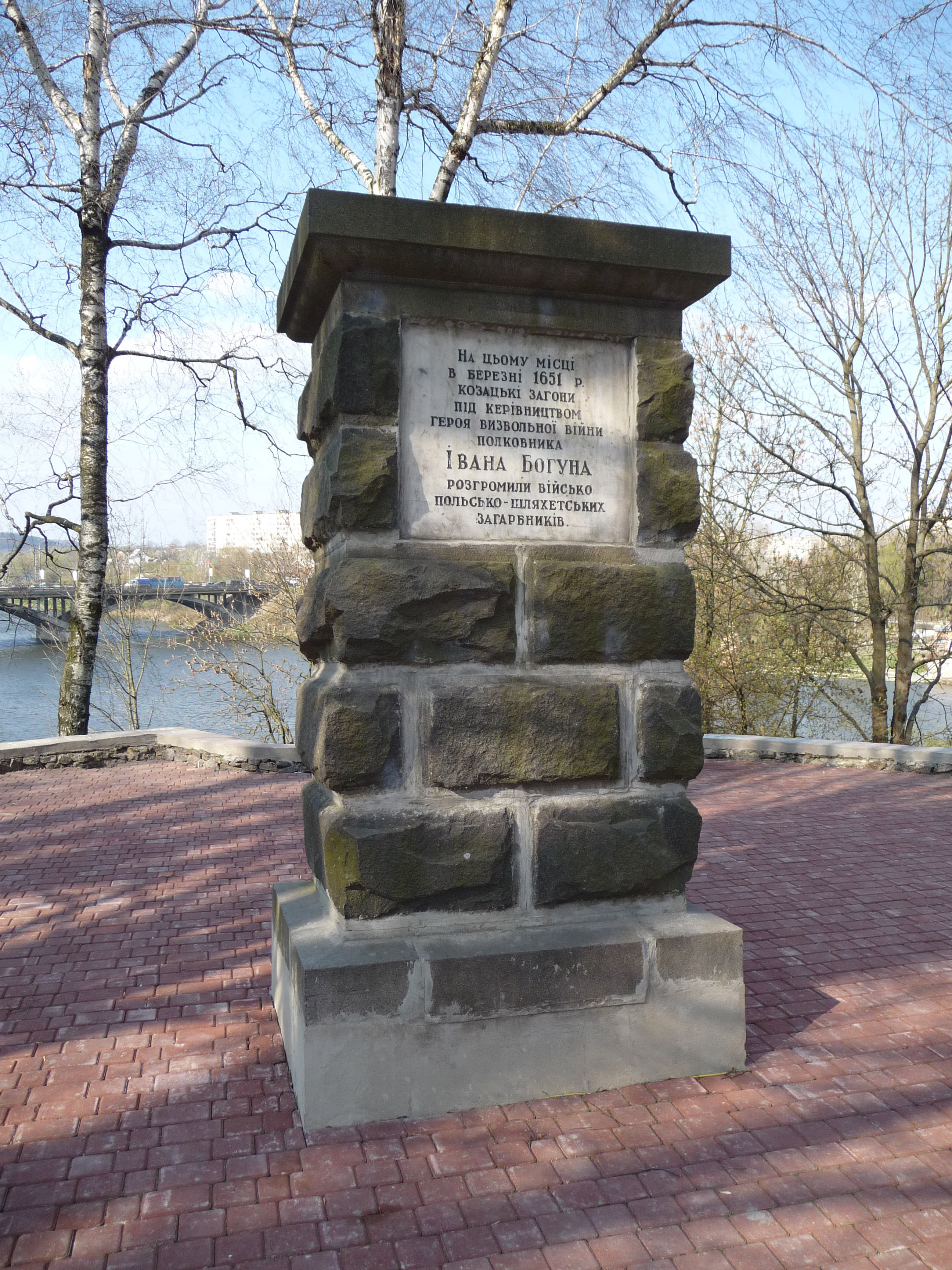
Место битвы при Виннице в марте 1651 года. Городской район "Кумбары"
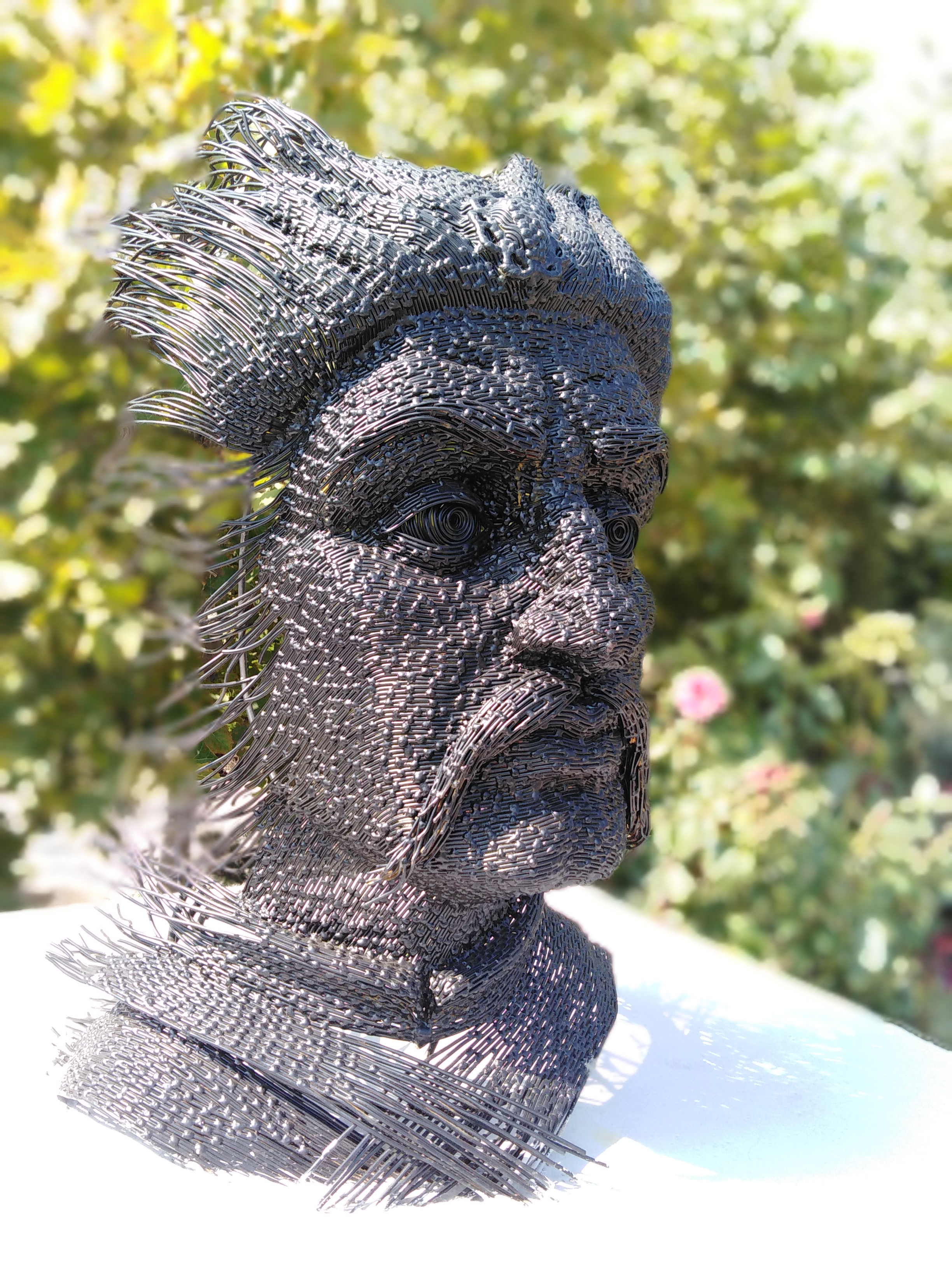
Бюст Ивана Богуна в селе Строгановка, Приазовского района Запорожской области